# 第279步兵師 (德國國防軍)
德國國防軍陸軍第279步兵師（德語：279. Infanterie-Division）是納粹德國國防軍陸軍的一個計劃組建的步兵師。
該師原訂於1940年5月根據軍方命令組建，但法國戰役的勝利，使該師的組建工作中止，導致第279步兵師並沒有完成組建，隸屬於該師的部隊也因此轉回後備隊狀態。

## 註腳
1. ↑  Mitcham（2007年）